# Экспликация (звук)
Экспликация звука на телевидении или в кинематографе составляется звукорежиссером.
Запись экспликации представляет собой график-схему, в которой отражено изменение фонических элементов (речь, музыка, шумы) от времени.

## Экспликация звука в кинематографе
Звукорежиссерская экспликация, также как и режиссёрская и операторская, является необходимым элементом при создании фильма. Она не является официальным документом и нужна только самому звукорежиссеру. Но если экспликация режиссёра-постановщика является текстовым документом, куда вносятся мысли, ассоциации, какие-то детали, относящиеся к будущему фильму, а экспликация оператора-постановщика представляет собой серию рисунков: раскадровки планов, мизансцены, схемы освещения и т. д., то экспликация звукорежиссёра должна графически изобразить фонограмму будущего фильма.
Примером простейшей экспликации может послужить рисунок.